# Zarzalejo
Zarzalejo – miejscowość w Hiszpanii we wspólnocie autonomicznej Madryt, 57 km na zachód od Madrytu, u podnóża gór Sierra de Guadarrama. 

## Atrakcje turystyczne
- Plaza de la Constitución i ratusz miejski w centrum
- Renesansowy kościół parafialny pod wezwaniem Świętego Piotra Apostoła
- Fragmenty akweduktu